# Talbot (fotometría)
En fotometría, el talbot (T) es una unidad, no estándar, de energía lumínica, llamada así en honor a uno de los primeros fotógrafos William Henry Fox Talbot. Es exactamente igual a la unidad estándar del SI, el lumen x segundo:
1 T = 1 lm x s
El uso del símbolo T para el talbot crea conflicto con el símbolo, también T, asignado para el tesla, unidad del SI de la densidad de flujo magnético.